# 帕拉卡斯国家保护区
帕拉卡斯国家保护区（Reserva nacional de Paracas）是地處秘鲁伊卡大区的一个保护区，位於利马以南250公里，距離皮斯科有數公里。它的面积为335,000公顷，其中65%是海洋生态系统。该保护区的最高海拔为786米。保护区内有帕拉卡斯文化考古遗迹。

## 外部鏈接
- Paracas National Reserve. 官方網站 （页面存档备份，存于）